# Бен Діксон
Бен Діксон (англ. Ben Dixon), справжнє ім'я Гарольд Діксон (англ. Harold Dixon); 25 грудня 1934, Геффні, Південна Кароліна) — американський джазовий ударник. Співпрацював з Грантом Гріном, Лу Дональдсоном і Біг Джоном Паттоном та іншими музикантами лейблу Blue Note.

## Біографія
Народився 25 грудня 1934 року в Геффні, штат Південна Кароліна. У віці 4-х років переїхав у Вашингтон. У 15 років почав грати на барабанах, коли мешкав зі своїм батьком у Баффало (найбільше вплинув на музиканта Макс Роуч). Навчався у Державному університеті Централ, де займався баскетболом. У 1955 році почав професійно займатися музикою, акомпануючи Баку Гіллу і Ширлі Горн. До 1956 року співпрацював з трубачем Вебстером Янгом, після чого перебрався у Нью-Йорк. Наступного року дебютував у студії під час запису альбому Рея Дрейпера Tuba Sounds на лейблі Prestige.
З початку 1958 упродовж трьох років виступав разом ритм-енд-блюзовим співаком Ллойдом Прайсом. У гурті Прайса грав також піаніст Біг Джон Паттон, якого Діксон вмовив переключитися на орган Хаммонда. У 1961 році приєднався до тріо Джека Мак-Даффа разом з саксофоністом Гарольдом Віком, який пізніше перетворився на квартет, до якого увійшов гітарист Грант Грін. Саксофоніст Лу Дональдсон привів Гріна, Діксона і Паттона на лейбл Blue Note, і через декілька місяців вони стали основним штатним ритм-гуртом. Діксон взяв участь у записах нині класичних альбомів The Natural Soul Дональдсона, Along Came John Паттона, Sunday Mornin' і Am I Blue Гріна, Steppin' Out! Віка і Face to Face Бебі Фейс Віллетта. Автор композицій «Cantaloupe Woman», а також «Pig Foots» і «Fat Judy». У 1967 році Діксон залишив музику, аби зосередитись на сім'ї.
У 1997 році повернувся у музику, створив квартет Real Jazz Quartet і організував навчальну програму «Live at Lunch». У 2000 році заснував власний лейбл звукозапису American Classical Jazz і записав свій перший альбом як соліст, Say Yes to Your Best.